# X Gruis
X Gruis är en kortperiodisk förmörkelsevariabel av Algol-typ (EA) i stjärnbilden Tranan. 
Stjärnan varierar mellan visuell magnitud +10,64 och 14,33 med en period av 2,1236413 dygn.